# Caedicia longipennoides
Caedicia longipennoides är en insektsart som beskrevs av Johann Gottlieb Otto Tepper 1892. Caedicia longipennoides ingår i släktet Caedicia och familjen vårtbitare. Inga underarter finns listade i Catalogue of Life.